# Aeroporto Internazionale Sardar Vallabhbhai Patel
L'Aeroporto di Sardar Vallabhbhai Patel è un aeroporto situato a 8 km da Ahmedabad, in India. L'aeroporto prende nome in omaggio a Vallabhbhai Patel.